# Culicoides wirthomyia
Culicoides wirthomyia är en tvåvingeart som beskrevs av Vargas 1953. Culicoides wirthomyia ingår i släktet Culicoides och familjen svidknott. Inga underarter finns listade i Catalogue of Life.